# Kalktreiben
Kalktreiben ist eine Schadreaktion, die Beton zerstört. Diese chemische Reaktion ist meistens auf einen fehlerhaft zusammengesetzten Zement zurückzuführen, und zwar dann, wenn mehr Calciumoxid im Zement vorhanden ist als von Kieselsäure, Aluminiumoxid und Eisenoxid gebunden werden kann.
Dieser freie, ungebundene Kalk, der in einem dichten Gefüge von Mineralien eingebettet ist, reagiert sehr langsam mit Wasser, diese Reaktion ist auch dann noch nicht abgeschlossen, wenn sich der Zement bereits verfestigt hat. Es kommt zu einer Volumenzunahme, vergleichbar mit dem Löschen des Kalkes, wobei das Zementsteingefüge zermürbt wird.